# Stojčín
Stojčín település Csehországban, a Pelhřimovi járásban. Stojčín Popelín, Počátky és Žirovnice településekkel határos. Lakosainak száma 116 fő (2024. január 1.).

## Népesség
A település lakosságának változását az alábbi diagram mutatja:
| Lakosok száma | 115  | 234  | 287  | 211  | 154  | 124  | 129  | 117  | 107  | 116  |
|               | 1869 | 1900 | 1921 | 1961 | 1980 | 2011 | 2016 | 2019 | 2021 | 2024 |